# Église Saint-Étienne d'Ambrief
L'église de Saint-Étienne est une église située à Ambrief, dans le département de l'Aisne, en France.

## Description
De l'ancienne église, il ne reste que le clocher renfermant la cloche paroissiale.

## Localisation
L'église est située sur la commune de Ambrief, dans le département de l'Aisne.